# Pascale Jeuland
Pascale Jeuland, verh. Jeuland-Tranchant, (* 2. Juni 1987 in Rennes) ist eine ehemalige französische Radrennfahrerin.

## Sportliche Laufbahn
2004 und 2005 wurde Pascale Jeuland erstmals Französische Junioren-Meisterin in der Einerverfolgung; 2005 errang sie zudem den Titel im Punktefahren. In den folgenden Jahren belegte sie weitere Podiumsplätze bei nationalen sowie Europameisterschaften. Von 2007 bis 2009 wurde sie dreimal in Folge Französische Meisterin im Punktefahren, 2009 siegte sie zudem im Scratch. Bei den Olympischen Spielen 2008 in Peking belegte sie den siebten Platz im Punktefahren.
Seit 2008 fährt Jeuland auch erfolgreich Rennen auf der Straße wie die Katar-Rundfahrt oder Rund um die Nürnberger Altstadt, errang dort allerdings noch keinen Sieg.
Bei den UCI-Bahn-Weltmeisterschaften 2010 im dänischen Ballerup wurde Pascale Jeuland Weltmeisterin im Scratch. Bis 2018 wurde sie zehn Mal französische Meisterin in Ausdauerdisziplinen auf der Bahn.
Nach Ablauf der Saison 2019 beendete Pascale Jeuland ihre Radsportkarriere.

## Erfolge

### Bahn
2004
- Französische Junioren-Meisterin – Einerverfolgung

2005
- Junioren-Europameisterschaft – Einerverfolgung, Punktefahren
- Junioren-Europameisterschaft – Scratch
- Französische Junioren-Meisterin – Einerverfolgung, Punktefahren

2007
- Französische Meisterin – Punktefahren

2008
- Europameisterschaft (U23) – Mannschaftsverfolgung (mit Audrey Cordon und Elodie Henriette)
- Französische Meisterin – Punktefahren

2009
- Französische Meisterin – Punktefahren

2010
- Weltmeisterin – Scratch
- Französische Meisterin – Einerverfolgung

2014
- Französische Meisterin – Einerverfolgung, Mannschaftsverfolgung (mit Roxane Fournier und Fiona Dutriaux)

2015
- Französische Meisterin – Mannschaftsverfolgung (mit Aude Biannic  und Roxane Fournier)

2016
- Französische Meisterin – Omnium, Mannschaftsverfolgung (mit Eugénie Duval, Coralie Demay und Roxane Fournier)

2018
- Französische Meisterin – Punktefahren

## Teams
- 2008–2013 Vienne Futuroscope
- 2014–2016 Poitou-Charentes.Futuroscope.86
- 2017 SAS-Macogep
- 2018 Doltcini-Van Eyck Sport
- 2019 Doltcini-Van Eyck Sport